# Sant Celoni (kommun)
Sant Celoni är en kommun i Spanien.   Den ligger i provinsen Província de Barcelona och regionen Katalonien, i den östra delen av landet, 500 km öster om huvudstaden Madrid. Antalet invånare är 17 076. Arean är 65 kvadratkilometer. Sant Celoni gränsar till Gualba, Riells i Viabrea, Sant Feliu de Buixalleu, Fogars de la Selva, Tordera, Sant Iscle de Vallalta, Sant Cebria de Vallalta, Vallgorguina, Santa Maria de Palautordera, Fogars de Montclús och Campins. 
Terrängen i Sant Celoni är kuperad söderut, men norrut är den platt.